# Werner Mellis
Werner Mellis (* 19. Januar 1951 in Oberhausen) ist ein deutscher Mathematiker und Wirtschaftsinformatiker.

## Leben
Mellis studierte Physik und Mathematik an der Universität zu Köln und promovierte dort 1980. Er arbeitete bis 1984 als Assistent an der Universität zu Köln und beschäftigte sich neben der mathematischen Grundlagenforschung mit der Computersimulation mathematischer Fertigkeiten.
Bei seiner Tätigkeit für die Nixdorf Computer AG und die Daimler-Benz AG war er für Forschungsprojekte verantwortlich. 1993 wechselte er wieder an die Hochschule, als er zum Inhaber des Lehrstuhls für Wirtschaftsinformatik und Systementwicklung an der Kölner Universität berufen wurde. Von April 2011 bis März 2019 war er Dekan der Wirtschafts- und Sozialwissenschaftlichen Fakultät. Unter seiner Leitung erreichte die Fakultät erstmalig 2012 eine EQUIS-Akkreditierung, gründete 2015 die University of Cologne Business School, etablierte zentrale Serviceabteilungen, wie Career Service, WiSo Alumni Management etc., und wuchs von 65 auf 100 Professoren.
Sein Themenschwerpunkt ist das Management der Softwareentwicklung insbesondere das Qualitätsmanagement und die Gestaltung von Softwareprozessen. Darüber hinaus war er von 2001 bis 2014 Aufsichtsratsvorsitzender der SQS Software Quality Systems AG.
Mellis ist Mitglied des Ortsverbands der FDP in Königswinter. Er ist seit 29. Dezember 1984 verheiratet mit Vincenza Pignataro. Beide haben zusammen einen Sohn, Enrico Mellis.

## Veröffentlichungen
- Projektmanagement der SW-Entwicklung : eine umfassende und fundierte Einführung, Wiesbaden : Vieweg-Verlag, 2004, ISBN 978-3-528-05906-4
- Joint requirements engineering : QFD for rapid customer focused software and Internet development, Braunschweig/Wiesbaden : Vieweg-Verlag, 2000, ISBN 978-3-528-05736-7
- TQM der Softwareentwicklung : mit Prozeßverbesserung, Kundenorientierung und Change-Management zu erfolgreicher Software, Braunschweig/Wiesbaden : Vieweg-Verlag, 1998, ISBN 978-3-528-15531-5
- Qualitätssoftware durch Kundenorientierung : die Methode Quality Function Deployment (QFD) ; Grundlagen, Praxis und SAP R/3 Fallbeispiel, Braunschweig/Wiesbaden : Vieweg-Verlag, 1997, ISBN 978-3-528-05577-6
- Software process improvement in Asia, Köln : Universität, Lehrstuhl für Wirtschaftsinformatik, Systementwicklung, 1996
- TQM der Softwareentwicklung : mit Prozessverbesserung, Kundenorientierung und Change-Management zu erfolgreicher Software, Braunschweig/Wiesbaden : Vieweg-Verlag, 1996, ISBN 978-3-528-05531-8
- Zwei Normalisierungstheoreme für die Peano-Arithmetik 1. Stufe und verwandte Kalküle, Köln, Universität, Mathematisch-Naturwissenschaftliche Fakultät, 1980, Dissertation